# Kerékpározás a 2015. évi nyári európai ifjúsági olimpiai fesztiválon
A 2015. évi nyári európai ifjúsági olimpiai fesztiválon a kerékpározásban 4 versenyszámot rendeztek. A kerékpározás versenyszámait július 28. és július 30. között rendezték.

## Összesített éremtáblázat
| A 2015. évi nyári európai ifjúsági olimpiai fesztivál összesített éremtáblázata országúti kerékpározásban | A 2015. évi nyári európai ifjúsági olimpiai fesztivál összesített éremtáblázata országúti kerékpározásban | A 2015. évi nyári európai ifjúsági olimpiai fesztivál összesített éremtáblázata országúti kerékpározásban | A 2015. évi nyári európai ifjúsági olimpiai fesztivál összesített éremtáblázata országúti kerékpározásban | A 2015. évi nyári európai ifjúsági olimpiai fesztivál összesített éremtáblázata országúti kerékpározásban | Olimpia  |
| --- | --- | --- | --- | --- | -------- |
| | Ország | Arany | Ezüst | Bronz | Összesen |
| 1. | Olaszország                                                                                               | 2 | 0 | 0 | 2        |
| 2. | Dánia | 1 | 1 | 0 | 2        |
| | Svájc | 1 | 1 | 0 | 2        |
| 4. | Franciaország                                                                                             | 0 | 1 | 2 | 3        |
| 5. | Szlovákia                                                                                                 | 0 | 1 | 0 | 1        |
| 6. | Egyesült Királyság                                                                                        | 0 | 0 | 2 | 2        |
| | | | | |          |
| Összesen                                                                                                  | Összesen                                                                                                  | 4 | 4 | 4 | 12       |

## Férfi
| A 2015. évi nyári európai ifjúsági olimpiai fesztivál érmesei férfi országúti kerékpározásban |                                              |                                      |                                                            |
| Versenyszám                                                                                   | Arany                                        | Ezüst                                | Bronz                                                      |
| Mezőnyverseny (23,7 km)                                                                       | Svájc Samuel Steiger Til · 1:39:57           | Szlovákia Matus Stocek · 1:39:58     | Egyesült Királyság Alfred Brockwell Wright · Azonos idővel |
| Időfutam (9,6 km)                                                                             | Dánia Julius Johansen Graungaard · 12:30,025 | Svájc Samuel Steiger Til · 12:48,748 | Franciaország Florentin Lecamus · 12:49,036                |

## Női
| A 2015. évi nyári európai ifjúsági olimpiai fesztivál érmesei női országúti kerékpározásban |                                           |                                               |                                                    |
| Versenyszám                                                                                 | Arany                                     | Ezüst                                         | Bronz                                              |
| Mezőnyverseny (23,7 km)                                                                     | Olaszország Letizia Paternoster · 1:18:21 | Dánia Emma Norgaard Jørgensen · Azonos idővel | Franciaország Clara Copponi · Azonos idővel        |
| Időfutam (9,6 km)                                                                           | Olaszország Elena Pironne · 14:12,430     | Franciaország Clara Copponi · 14:16,411       | Egyesült Királyság Louise Dolan Lauren · 14:19,121 |